# Emirat de Mawrur
L'Emirat de Mawrur o Taifa de Morón (àrab: طائفة مورور, Ṭāʾifat Mawrūr) fou un petit estat que va nàixer cap a 1014, arran la desintegració del Califat de Còrdova. Aquest emirat ocupava l'actual ciutat de Morón de la Frontera i els seus voltants, i va desaparèixer (1066) en ser annexionat per Sevilla.
Els dammàrides eren una família amaziga del grup zenata que, com altres, va entrar en la península Ibèrica en època d'Almansor. Quan va esclatar la fitna, van aconseguir governar de manera independent a Morón (1013/14). A l'emir Nuh ibn Abi-Yarid el va succeir son fill Muhàmmad ibn Nuh, que va reconèixer com a califa Muhàmmad ibn al-Qàssim d'Algesires. En 1053, Muhàmmad va ser empresonat per Abbad ibn Muhàmmad al-Mútadid de Sevilla juntament amb els reis d'Arcos i Ronda; son fill Manad ibn Muhàmmad va assumir el govern. Muhàmmad va ser assassinat a la presó (1057). Manad va intentar resistir els atacs de Sevilla, però acabà per cedir davant al-Mútadid, que va annexionar Morón (1066).

## Llista d'emirs de Morón
- Nuh ibn Abi-Yarid ad-Dammarí (1013-1041)
- Muhàmmad ibn Nuh ibn Abi-Yazid ad-Dammarí Izz-ad-Dawla (1041-1053)
- Manad ibn Muhàmmad ibn Nuh ad-Dammarí Imad-ad-Dawla (1053-1066)
- Annexió a Sevilla (1066)